# Jakub Janda
Pour les articles homonymes, voir Janda.
Jakub Janda, né le 27 avril 1978 à Čeladná, est un sauteur à ski tchèque.

## Carrière
Faisant ses débuts en Coupe du monde en mars 1996, marque ses premiers points la saison suivante et obtient son premier podium en janvier 2003 à Liberec. Deux ans plus tard, il remporte sa première victoire à Titisee-Neustadt puis décroche deux médailles individuelles lors des Championnats du monde d'Oberstdorf, l'argent au tremplin normal et le bronze au grand tremplin. 
Durant l'hiver 2005-2006, il gagne la Tournée des quatre tremplins à égalité avec le Finlandais Janne Ahonen. Ensuite, il participe aux Jeux olympiques de Turin où il réalise ses meilleurs résultats individuels, dixième et treizième. En fin de saison, grâce à cinq victoires, il termine en tête du classement général de la Coupe du monde, une première pour un tchèque ou tchécoslovaque.
Il ne monte plus sur le moindre podium dans la Coupe du monde jusqu'à la fin de sa carrière. Il prend part aux Jeux olympiques de 2010 à Vancouver, terminant 14e et 17e en individuel, ainsi que septième par équipes et de 2014 à Sotchi, terminant 19e et 27e en individuel, ainsi que septième par équipes.
En 2017, il commence une carrière politique et est élu au parlement tchèque. Il prend donc sa retraite sportive.

## Palmarès

### Jeux olympiques
| Épreuve / Édition | Salt Lake City 2002 | Turin 2006 | Vancouver 2010 | Sotchi 2014 |
| Petit tremplin    | 39e                 | 13e        | 14e            | 19e         |
| Grand tremplin    | 44e                 | 10e        | 17e            | 27e         |
| Par équipes       | 12e                 | 9e         | 7e             | 7e          |

### Championnats du monde
| Épreuve / Édition | Épreuve / Édition | Ramsau 1999 | Lahti 2001 | Val di Fiemme 2003 | Oberstdorf 2005 | Sapporo 2007 | Liberec 2009 | Oslo 2011 | Val di Fiemme 2013 | Falun 2015 | Lahti 2017 |
| Petit tremplin    | Petit tremplin    | 33e         | 17e        | 14e                | Argent          | 18e          | 33e          | 21e       | 31e                | 28e        | 23e        |
| Grand tremplin    | Grand tremplin    | 48e         | 27e        | 25e                | Bronze          | 20e          | 19e          | 28e       | 46e                | 33e        | 28e        |
| Par équipes       | PT                |             | 7e         | -                  | 7e              | -            | -            | 7e        | 10e                | -          | 9e         |
| Par équipes       | GT                | -           | 6e         | 8e                 | 8e              | 9e           | 5e           | 8e        | 7e                 | 8e         | 7e         |

PT : petit tremplin; GT : grand tremplin

### Championnats du monde de vol à ski
| Épreuve / Édition | Oberstdorf 1998 | Vikersund 2000 | Harrachov 2002 | Planica 2004 | Kulm 2006 | Harrachov 2014 |
| Individuel        | 28e             | 31e            | 48e            | 35e          | 7e        | 21e            |
| Par équipes       | -               | -              | -              | 9e           | 8e        |                |

### Coupe du monde
- 1 gros globe de cristal en 2006.
- Vainqueur de la Tournée des quatre tremplins en 2006.
- 20 podiums individuels : 6 victoires, 7 deuxièmes places et 7 troisièmes places.

#### Victoires individuelles
| Année | Lieu |
| 2005  | Titisee-Neustadt (Allemagne) |
| 2006  | Kuusamo (Finlande), Lillehammer (Norvège), Harrachov (République tchèque), Engelberg (Suisse), Garmisch-Partenkirchen (Allemagne) |

#### Classements en Coupe du monde
| Année     | Classement général final |
| 1996-1997 | 96e                      |
| 1997-1998 | 70e                      |
| 1998-1999 | 47e                      |
| 1999-2000 | 70e                      |
| 2000-2001 | 35e                      |
| 2001-2002 | 32e                      |
| 2002-2003 | 25e                      |
| 2003-2004 | 39e                      |
| 2004-2005 | 6e                       |
| 2005-2006 | 1er                      |
| 2006-2007 | 22e                      |
| 2007-2008 | 49e                      |
| 2008-2009 | 22e                      |
| 2009-2010 | 22e                      |
| 2010-2011 | 34e                      |
| 2011-2012 | 25e                      |
| 2012-2013 | 62e                      |
| 2013-2014 | 28e                      |
| 2014-2015 | 56e                      |
| 2015-2016 | 32e                      |
| 2016-2017 | 38e                      |

### Grand Prix d'été
Il remporte le classement général en 2005.
Il obtient onze podiums, dont cinq victoires dans des concours.